# Argyresthia anthocephala
Argyresthia anthocephala is een vlinder uit de familie van de pedaalmotten (Argyresthiidae). De wetenschappelijke naam van de soort werd in 1936 gepubliceerd door Edward Meyrick.